# Miami Yacine
Pour les articles homonymes, voir Miami.
 (avril 2020).
Si vous disposez d'ouvrages ou d'articles de référence ou si vous connaissez des sites web de qualité traitant du thème abordé ici, merci de compléter l'article en donnant les références utiles à sa vérifiabilité et en les liant à la section « Notes et références ».
Miami Yacine, de son vrai nom Yassine Baybah, né à Dortmund, est un rappeur de gangsta rap allemand d'origine marocaine. Le rappeur est connu pour avoir atteint les 100 millions de vues avec le morceau Kokaina.

## Biographie
Yassine grandit à Dortmund de parents marocains originaires de Meknès.
En 2012, Yacine publie une mixtape intitulée Tag und nacht en téléchargement gratuit. Il devient connu d'un plus grand public avec la sortie du single Kokaina en septembre 2016,. Avec presque dix millions de vues sur YouTube pendant le premier mois, le clip devient le plus vu sur YouTube en langue allemande en 2016,, en janvier 2018, il dépasse les 100 millions de vues. Le morceau est couronné de succès : il atteint la 16e place des classements allemands, et se maintient régulièrement dans le top 100 jusqu'en mai 2017, puis est certifié en octobre de la même année, disque de platine. En Autriche, la chanson atteint la 50e place des charts. À la fin de l'année 2016, PULS classe Yacine parmi les trois rappeurs prometteurs pour l'année à venir.
À la mi-juillet 2017, Yacine publie Bon Voyage, premier single de son premier album Casia, publié le 13 octobre 2017. L'album atteint les charts des pays germanophones, puis en octobre, il est certifié disque d'or pour le single Bon Voyage. Yacine est le premier rappeur à atteindre le disque d'or avec ses deux premiers singles en solo. Dans l'ensemble, cinq singles sont découplés du premier album, et tous ont pu atteindre les charts allemands. À la fin du mois de janvier 2018, le clip de Kokaina devient le premier clip de rap en langue allemande à atteindre 100 millions de vues sur YouTube.
Le 29 janvier 2020, Miami Yacine lance son deuxième album Welcome 2 Miami, cet album est accompagné d'un EP intitulé "Zeko der Profi" composé de 3 sons dont Henry Hill.
En décembre de la même année il sort la mixtape Dilemma avec plusieurs feats, dont un avec le groupe de cloud rap Français F430. Il retrouve le groupe sur leurs album Guapo World sortie en juillet 2021.

## Polémiques

### Fusillade en 2017
À la fin février 2017, Yacine réintègre les charts allemands avec la chanson Cazal accompagné de Zuna. Le 22 février 2017, plusieurs coups de feu sont tirés dans le Nordstadt à Dortmund. Un différend aurait éclaté entre Yacine et le rappeur 18 Karat. Un concert du rappeur prévu pour le jour suivant au Freizeitzentrum West de Dortmund est annulé. Selon Yacine, il avait été frappé par une voiture et blessé par des individus masqués la veille.

## Discographie

### Albums studio
- 2017 : Casia
- 2020 : Welcome 2 Miami

### Singles
- 2016 : Marokkanische Schönheit
- 2016 : Kokaina
- 2017 : Bon Voyage
- 2017 : Daytona (feat. Para Mocro)
- 2017 : Grossstadtdschungel (feat. Zuna)
- 2017 : Montpellier
- 2017 : Rotterdam